# 497. pehotni polk (Wehrmacht)
Za druge 497. polke glejte 497. polk.
497. pehotni polk (izvirno nemško Infanterie-Regiment 497) je bil eden izmed pehotnih polkov v sestavi redne nemške kopenske vojske med drugo svetovno vojno.

## Zgodovina
Polk je bil ustanovljen 26. avgusta 1939 kot polk 4. vala v WK XI iz nadomestnih bataljonov 17. in 82. pehotnega polka; polk je bil dodeljen 267. pehotni diviziji. 
21. novembra 1940 je bil III. bataljon izvzet iz sestave in dodeljen 588. pehotnemu polku; bataljon je bil nadomeščen.
1. maja 1942 je bil polk razpuščen v bojih in tako izvzet iz divizijske sestave.
10. februarja 1942 je bil polk ponovno ustanovljen kot 497. grenadirski polk.